# Ignacy Masny
Ignacy Kazimierz Masny (ur. 26 października 1870 w Wadowicach, zm. ?) – lekarz, pułkownik lekarz służby zdrowia Wojska Polskiego.

## Życiorys
Urodził się 13 marca 1871 w Wadowicach. Ukończył c. i k. Gimnazjum Wyższe w Wadowicach (1888), następnie studia medyczne. Po odzyskaniu przez Polskę niepodległości w 1918 wstąpił do Wojska Polskiego. Mianowany pułkownikiem lekarzem. W pierwszej połowie lat 20. pełnił funkcję szefa sanitarnego w Dowództwie Okręgu Korpusu nr V w Krakowie. W tym czasie był przydzielony do 5 Batalionu Sanitarnego jako oficer nadetatowy. Później został przeniesiony w stan spoczynku.
Jako emerytowany oficer zamieszkał w osadzie Jastrzębica (gmina Dubno).

## Ordery i odznaczenia
- Krzyż Oficerski Orderu Odrodzenia Polski (2 maja 1923)[4][5][6]

- Złoty Krzyż Zasługi (19 marca 1937)[7]